# エレガント桐生
エレガント桐生（えれがんと きりゅう）      通称 エレ様。2025年4月23日に自身が作詞・作曲した『おいで』でメジャーデビュー。演歌・歌謡オリコン週間シングルランキング初登場1位を獲得した歌手、タレント。

## 人物
愛知県出身。1993年ジャパンアクションクラブ（JAC）入団。伊勢戦国時代村・日光江戸村・鎌倉シネマワールドで舞台俳優として経験をもつ。
公開年齢：33歳　身長：181cm　体重：64kg　特技：お笑い・アクション・社交ダンス
芸能プロダクション桐生エンターテイメントを起ち上げ、 2024年11月23日にMVを発売。『おいで』はYouTubeで公開されている。『おいで』『動き出そうよ』ともに、作詞/作曲：エレガント桐生　編曲：佐藤和豊。
2024年11月26日からTTCキャンペーンと自身で獲得した営業先での新曲リリースイベント開始。。ステージのショート動画をSNSにアップしたところ、純烈のリーダー酒井一圭の目にとまり、TBSラジオにゲスト出演し、昭和49年生まれであることが判明。
現在イオンモール等で開催されている『爆笑・歌謡トークLIVE』では登場にもこだわりを持っている。エスカレーターから降りてくる登場や、『イルカにのった少年』（城みちる）の歌に合わせてイルカの浮き輪に乗って登場、様々な生き物に乗って登場している。
社交ダンスが踊れて、カラオケではデュエットができ、エレガント桐生を指名できる昔ながらのホストクラブ『レジェンド愛』を経営。自分のお客様が来た時は接客もしている。深夜の時間帯は『掃除BAR』（フードコートにいるような接客されないBAR）として営業。

## 出演

### ラジオ
- FM CHAPPY『日曜サテLIVE!』　ゲスト主演（2025年3月2日放送）
- FMアップル『Apple Smile』　ゲスト出演（2025年4月17日放送）
- 渋谷クロスFMエレガント桐生の『う～ん♥笑っちゃって』司会（2025年4月～）
- HBCラジオ『 カーナビラジオ』　ゲスト出演（2025年5月12日放送）
- アール・エフ・ラジオ日本『夏木ゆたかのホッと歌謡曲』　ホッとゲスト（2025年5月13日放送）[7]
- TBSラジオ『純烈・酒井一圭 Brand-New Morning』ゲスト出演（2025年5月16日放送）[6]
- ラジオ関西『ラフ・スケッチ』インタビュー出演（2025年6月4日放送）[8]
- ぎふチャン『MusicTune』ゲスト出演(2025年6月16日～月1ゲスト)[9]
- FMふくろう『CHICO ちゃんのチコっと言わせて！』ゲスト出演(2025年7月15日放送)
- FM-PiPi『グッジョび』ゲスト出演(2025年7月19日放送)
- RKB毎日放送『#さえのわっふる』ゲスト出演(2025年7月24日放送)
- ぎふチャン『土曜日の推し事』ゲスト出演(2025年7月26日放送）
- カシオペアFM 二×戸金曜『演歌！全力応援』ゲスト出演(2025年8月1日放送）

### テレビ
- 千葉テレビ『ミュージックシャワー』　今月の推薦曲（2025年3月3日放送）
- サンテレビ『スポットライト』司会（2025年4月～6月）
- 千葉テレビ『ミュージックシャワー』　ゲスト出演（2025年8月18日放送）

### メディア掲載
- 東京スポーツ　キャッチ・アイ
  - 歌謡界をざわつかせる異色の新人　2025年3月13日発行
  - 芸能界をもザワつかせる脅威の新人　2025年4月17日発行
  - デビュー曲「おいで」がオリコンランキング1位　2025年5月15日発行
- 月刊カラオケエース　東海版　2025年6月号　カラオケHotニュース①　エレガント桐生愛知県キャンペーン開催[10]

### イベント
- ディナーショー 京王プラザホテル(2024年12月8日)
- リリースイベント 渋谷タワーレコード(2025年4月23日)
- デビュー記念コンサート スペースセブン川越(2025年4月26日)
- オリコン1位緊急LIVE 中野名曲堂(2025年5月2日)
- 田原の夜店 愛知県田原市 道の駅めっくんハウスイベント出演(2025年7月20日)
- 陸前高田みんなのゆめちゃんハウスイベント出演(2025年8月1日)